# اصوفيد (امرديتسن)
اصوفيد هو دُوَّار يقع بجماعة تمزكدة أوفتاس، إقليم الصويرة، جهة مراكش آسفي في المملكة المغربية. ينتمي الدوّار لمشيخة امرديتسن التي تضم 12 دوار. يقدر عدد سكانه بـ 668 نسمة حسب الإحصاء الرسمي للسكان والسكنى لسنة 2004.

## روابط خارجية
- البوابة الوطنية للجماعات الترابية
- المندوبية السامية للتخطيط